# شابوتشهين
شابوتشهين (بالإنجليزية: Il Chapütschin)‏ هو أحد جبال سلسلة سلسلة بيرنينا وجزء من القمة الأم بيز بيرنينا يقع في كانتون غراوبوندن، سويسرا. يبلغ ارتفاع الجبل حوالي 3386 متر، بينما يبلغ ارتفاع نتوء الجبل 165 متر.